# Kaufmann Kohler
Kaufmann Kohler est un rabbin réformé et théologien germano-américain des XIXe et XXe siècles (Fürth, 10 mai 1843 – Cincinnati, 28 janvier 1926).
Partisan d’une attitude réformiste radicale dans la lignée de Samuel Holdheim, il fait adopter celle-ci comme déclaration fondamentale du judaïsme réformé américain et demeure jusqu’à sa mort le chef de file du mouvement réformé « classique » aux États-Unis.

## Éléments biographiques
Kaufmann Kohler naît dans une famille de rabbins et reçoit sa formation rabbinique à Hassfurt, à Hochberg, à Mayence, à Altona et à Francfort-sur-le-Main sous la férule de Samson Raphael Hirsch.
Lors de sa formation universitaire (à Munich, Berlin, Leipzig et Erlangen), il est confronté aux avancées de la linguistique et de la critique biblique radicale qui l’ébranlent fondamentalement et irréversiblement dans sa foi. Sa thèse de doctorat, Der Segen Jacob (1868), l’un des premiers essais juifs de critique radicale, lui ferme tout avenir dans la position rabbinique en Allemagne. Il émigre donc, sur les conseils d’Abraham Geiger à la revue duquel il collaborait, aux États-Unis. Après avoir dirigé la congrégation Beth-El à Detroit de 1869 à 1871, il reprend la chaire de la Chicago Sinaï Congregation et épouse la fille du rabbin réformé David Einhorn dont il devient le disciple et continuateur, propageant ses idées au public américain alors qu’Einhorn s’exprimait surtout en allemand. En 1879, il succède à son beau-père comme rabbin du Temple Beth-El de New York tandis que son beau-frère, Emil Hirsch, lui succède à Chicago.
Il devient, à la suite des sermons d’Alexander Kohut contre le radicalisme, le héraut de la réforme radicale, convoquant en 1885 la conférence de Pittsburgh à la suite de laquelle la plupart de ses idées sont adoptées. Auréolé de son succès, il succède à Isaac Mayer Wise à la tête du Hebrew Union College de Cincinnati, le 26 février 1903 et lui imprime une tendance bien plus réformatrice, plaçant la « loi morale » au-dessus de la Torah et de la Loi orale, fondements du judaïsme rabbinique traditionnel. Peu avant son départ de New York, il donne une série de six conférences au Jewish Theological Seminary of America sur la littérature apocryphe dans lesquelles sa méthodologie et son idéologie tenaient une place importante.
Durant de nombreuses années, il préside également au Conseil des ministres officiants de New York puis devient président honoraire de la Conférence centrale des rabbins américains.

## Œuvre
Kaufmann Kohler est l’un des contributeurs majeurs à la rédaction de la Jewish Encyclopedia, outre sa  participation à de nombreux périodiques (Wissenschaftliche Zeitschrift fuer juedische Theologie, Journal of the German Oriental Society, Hebraica, Jewish Quarterly Review, Allgemeine Zeitung des Judenthums, etc.) Il assure en outre, de 1881 à 1882, la direction de Sabbath Visitor, un hebdomadaire destiné à la jeunesse juive réformée et, en 1886, du Jewish Reformer, un autre organe du mouvement réformé.
Parmi ses contributions majeures à la science du judaïsme et au judaïsme réformé figurent :
- On Capital Punishment (Sur la peine de mort) (1869) ;
- The Song of Songs (Le Cantique des Cantiques) (1877) ;
- Backwards or Forwards (En arrière ou en avant), une série de conférences sur le judaïsme réformé (1885) ;
- Ethical Basis of Judaism (Base éthique du judaïsme) (1887) ;
- Church and Synagogue in Their Mutual Relations (L'Église et la Synagogue, dans leurs relations mutuelles) (1889) ;
- A Guide to Instruction in Judaism (Guide d'instruction dans le judaïsme) (1899).

## Source
- (en) Cet article est partiellement ou en totalité issu de l’article de Wikipédia en anglais intitulé « Kaufmann Kohler » (voir la liste des auteurs).